# Vagnen
Vagnen är en diktsamling av Harry Martinson utgiven 1960. Samlingen består av en stor avdelning naturromantiska dikter medan den avslutande avdelningen Röster om vagnen innehåller en kritik mot samtiden och framför allt mot bilismen. Samlingen fick hård kritik vid sin utgivning, men senare har dock boken delvis omvärderats. Staffan Söderblom har beskrivit Vagnen som "ett av Martinsons lyriska mästerverk, jämförbart med Nomad".